# جورج بنتلي
جورج بنتلي هو فلاح وتاجر وسياسي كندي، ولد في 21 ديسمبر 1842، وتوفي في 8 أبريل 1909.